# حوتة
حوتة  قرية سوريّة تتبع إداريّاً لمحافظة حلب منطقة الباب ناحية عريمة، بلغ تعداد سكانها 1000 نسمة حسب التعداد السكاني لعام 2024.